# VTT cross-country féminin aux Jeux olympiques d'été de 2004
Navigation
Sydney 2000 Pékin 2008
Le cross-country féminin est l'une des deux compétitions de VTT aux Jeux olympiques de 2004. Il a eu lieu le 27 août et consistait en un circuit faisant au total 31,3 km.
La favorite, la Norvégienne Gunn-Rita Dahle a dominé la course malgré une chute qui endommagea les pignons de son vélo. La championne du monde en titre, Sabine Spitz, est revenu sur la fin de course sur Alison Sydor pour prendre la médaille de bronze derrière Marie-Hélène Prémont. La championne olympique en titre depuis 1996, Paola Pezzo, n'a pas terminé cette course.

## Médaillées
| Or              | Argent               | Bronze       |
| Gunn-Rita Dahle | Marie-Hélène Prémont | Sabine Spitz |

## Résultats détaillés
| Rang | Coureuse              | Pays             | Temps           |
| ---- | --------------------- | ---------------- | --------------- |
| 1    | Gunn-Rita Dahle       | Norvège          | 1 h 56 min 51 s |
| 2    | Marie-Hélène Prémont  | Canada           | 1 h 57 min 50 s |
| 3    | Sabine Spitz          | Allemagne        | 1 h 59 min 21 s |
| 4    | Alison Sydor          | Canada           | 1 h 59 min 47 s |
| 5    | Elsbeth van Rooy-Vink | Pays-Bas         | 2 h 01 min 41 s |
| 6    | Maja Włoszczowska     | Pologne          | 2 h 02 min 08 s |
| 7    | Ivonne Kraft          | Allemagne        | 2 h 05 min 18 s |
| 8    | Laurence Leboucher    | France           | 2 h 05 min 34 s |
| 9    | Mary McConneloug      | États-Unis       | 2 h 06 min 12 s |
| 10   | Lisa Mathison         | Australie        | 2 h 07 min 01 s |
| 11   | Anna Szafraniec       | Pologne          | 2 h 07 min 44 s |
| 12   | Jimena Florit         | Argentine        | 2 h 08 min 42 s |
| 13   | Irina Kalentieva      | Russie           | 2 h 08 min 57 s |
| 14   | Barbel Jungmeier      | Autriche         | 2 h 09 min 22 s |
| 15   | Kiara Bisaro          | Canada           | 2 h 09 min 50 s |
| 16   | Robyn Wong            | Nouvelle-Zélande | 2 h 10 min 59 s |
| 17   | Ma Yanping            | Chine            | 2 h 13 min 18 s |
| 18   | Jaqueline Mourao      | Brésil           | 2 h 13 min 52 s |
| 19   | Katrin Leumann        | Suisse           | 2 h 16 min 07 s |
| 20   | Maria Ostergren       | Suède            | 2 h 16 min 16 s |
| 21   | Jenny McCauley        | Irlande          | à un tour       |
| 22   | Yukari Nakagome       | Japon            | à un tour       |
| 23   | Karen Matamoros       | Costa Rica       | à un tour       |
| 24   | Elina Sofocleous      | Chypre           | à deux tours    |
|      | Marga Fullana         | Espagne          | abandon         |
|      | Magdalena Sadlecka    | Pologne          | abandon         |
|      | Barbara Blatter       | Suisse           | abandon         |
|      | Mette Andersen        | Danemark         | abandon         |
|      | Paola Pezzo           | Italie           | abandon         |
|      | Janka Stevkova        | Slovaquie        | abandon         |